# Another View
Another View (sottotitolo: A collection of previously unreleased recordings) è un album costituito da una raccolta di inediti e versioni alternative di brani dei The Velvet Underground. È stato pubblicato nel settembre 1986 dalla Verve Records.

## Storia
Quando i Velvet Underground lasciarono la Verve Records (che aveva pubblicato i primi due album del gruppo) per la compagnia sorella MGM Records, firmarono un contratto per due album, e pubblicarono il loro terzo e omonimo album The Velvet Underground nel marzo 1969. In seguito, però, i vertici della MGM Records cambiarono e il nuovo consiglio d'amministrazione, nella persona del presidente Mike Curb fu incaricato di risollevare le sorti della compagnia. Egli decise di eliminare tutti gli artisti più controversi e non commerciali dalla casa discografica. I Velvet Underground naturalmente diventarono uno dei gruppi sulla lista nera e il loro contratto fu rescisso. La band aveva, comunque, nel frattempo già registrato quattordici canzoni per un possibile prossimo album per la MGM. Tutto questo materiale fu dimenticato negli archivi della compagnia fino all'inizio degli anni ottanta.
Quando la Verve si stava preparando a ristampare i primi tre dischi dei Velvet su vinile e CD, i tecnici trovarono diciannove tracce inedite della band: cinque del periodo con Cale e quattordici registrate per l'album "perduto" del 1969. I brani migliori delle diciannove tracce vennero pubblicati nel 1985 sul disco VU; le restanti furono tenute da parte per una prossima pubblicazione.
Nel 1986, la Polydor decise di preparare un cofanetto in vinile della band per il mercato europeo. Semplicemente intitolato The Velvet Underground, questo box, che venne pubblicato a giugno, consisteva dei primi tre dischi del gruppo, di VU, e di un album senza titolo contenente le restanti nove tracce dagli archivi della Polygram. Il bonus album senza titolo venne in seguito pubblicato separatamente in vinile e CD, questa volta intitolato Another View.
Quando i Velvet Underground passarono dalla MGM all'Atlantic, ri-registrarono due canzoni presenti in Another View, Ride into the Sun e Rock and Roll, per una loro possibile inclusione in Loaded. Solamente Rock and Roll finì sul disco, ma altre due brani di Another View furono riciclati da Lou Reed per la sua carriera solista: Ride into the Sun (in Lou Reed, 1972) e We're Gonna Have a Real Good Time Together (in Street Hassle, 1978).

## Tracce
- Tutte le canzoni scritte da Lou Reed, John Cale, Sterling Morrison e Maureen Tucker eccetto dove indicato.

Lato A
1. We're Gonna Have a Real Good Time Together – 2:56 (Reed) – 30 settembre 1969
2. I'm Gonna Move Right In – 6:30 – 27 settembre 1969
3. Hey Mr. Rain – 4:56 – 29 maggio 1968
4. Ride into the Sun – 3:20 – 5 settembre 1969
5. Coney Island Steeplechase – 2:20 – 6 maggio 1969

Lato B
1. Guess I'm Falling in Love (versione strumentale) – 3:35 – 5 dicembre 1967
2. Hey Mr. Rain – 5:16 – 29 maggio 1968
3. Ferryboat Bill – 2:10 (Reed, Morrison, Yule, Tucker) – 19 giugno 1969
4. Rock and Roll – 5:18 (Reed) – 19 giugno 1969

## Formazione
The Velvet Underground
- John Cale – viola, basso in Hey Mr. Rain (versione 1), Guess I'm Falling in Love e Hey Mr. Rain (versione 2)
- Sterling Morrison – chitarra, cori, basso in Hey Mr. Rain
- Lou Reed – voce, chitarra, pianoforte
- Maureen Tucker – batteria
- Doug Yule – basso, tastiere, cori

Staff Tecnico
- The Velvet Underground – produzione
- Bill Levenson – produttore esecutivo
- J. C. Convertino – tecnico del suono